# Paracles peruviana
Paracles peruviana är en fjärilsart som beskrevs av Rothschild 1910. Paracles peruviana ingår i släktet Paracles och familjen björnspinnare. Inga underarter finns listade i Catalogue of Life.